# Molnár-nádiposzáta
A molnár-nádiposzáta (Acrocephalus familiaris) a verébalakúak (Passeriformes) rendjébe, ezen belül a nádiposzátafélék (Acrocephalidae) családjába és az Acrocephalus nembe tartozó faj. 13 centiméter hosszú. A Hawaii-szigetekhez tartozó Nihoa-szigeten él, a Laysan-szigeti alfaj az 1920-as években kihalt. Rovarokkal táplálkozik. Januártól szeptemberig költ. Súlyosan veszélyeztetett, mivel kis, két négyzetkilométeres területen él 250-1000 egyed.

## Fordítás
- Ez a szócikk részben vagy egészben  a   Millerbird című angol Wikipédia-szócikk fordításán alapul.  Az eredeti cikk szerkesztőit annak laptörténete sorolja fel. Ez a jelzés csupán a megfogalmazás eredetét és a szerzői jogokat jelzi, nem szolgál a cikkben szereplő információk forrásmegjelöléseként.